# NGC 6221
NGC 6221 é uma galáxia espiral barrada (SBc) localizada na direcção da constelação de Ara. Possui uma declinação de -59° 13' 06" e uma ascensão recta de 16 horas, 52 minutos e 46,1 segundos.
A galáxia NGC 6221 foi descoberta em 3 de Maio de 1835 por John Herschel.